# Distretto elettorale di Engela
Il distretto elettorale di Engela è un distretto elettorale della Namibia situato nella Regione di Ohangwena con 24.271 abitanti al censimento del 2011. Il capoluogo è la città di Engela.